# Rhinolophus sinicus
Rhinolophus sinicus là một loài động vật có vú trong họ Dơi lá mũi, bộ Dơi. Loài này được K. Andersen mô tả năm 1905. Loài dơi này được tìm thấy ở Trung Quốc, Ấn Độ, Nepal và Việt Nam.
Loài này dễ bị nhầm lẫn nhất với R. affinis. Loài này có 2 phân loài: 
- R. s. septentrionalis
- R. s. sinicus

## Truyền bệnh
Những con dơi thuộc loài này tạo thành nguồn chứa tự nhiên của Virus corona liên quan đến hội chứng hô hấp cấp tính nặng. Ví dụ về một chủng cụ thể hiện nay là coronavirus WIV1 giống SARS dơi.